# الأخذ (فلم)
الأخذ هو فيلم وثائقي كندي عرض في 2004 للزوجين ناعومي كلاين وآفي لويس. يحكي الفيلم قصة العمال في بوينس أيرس، الأرجنتين و الذين قاموا باستعادة السيطرة على محطة تصنيع قطع غيار سيارات حيث كانوا يعملون بها وحولوها ل وحدة تشغيلية تعاونية, أو لشكل من أشكال النقابية اللاسلطوية.

## ملخص
تم غلق محطة التصنيع تلك كنتيجة لسياسات حكومة كارلوس منعم الاقتصادية والمطبقة بإشراف من صندوق النقد الدولي.
و بالرغم من أن الشركة المالكة للمحطة كانت تقع تحت حماية الإفلاس , إلا أنها بدأت في بيع المباني والمعدات لتسديد ديونها ما بدا معه عودتها مرة أخرى شبه مستحيلة. مما حدا بالعمال للإستيلاء على المحطة والبدء في إدارتها وخاضوا معركة طويلة لامتلاك حق إدراتها كمؤسسة تعاونية مستفيدين من الخبرات القانونية لحركة استعادة السيطرة على المصانع، وهو ما نجحوا فيه بالنهاية.

## وصلات خارجية
- الموقع الرسمي للفيلم
- الأخذ على موقع أول موفي.
- مقالات تستعمل روابط فنية بلا صلة مع ويكي بيانات